# Puelioideae
Sous-famille
Les Puelioideae sont une sous-famille de plantes monocotylédones de la famille des Poaceae et de l'ordre des Poales.
Cette sous-famille comprend deux tribus contenant chacune un unique genre, Guaduella et Puelia. 
Ces plantes qui croissent dans les sous-bois des forêts humides tropicales sont originaires d'Afrique.

## Liste des tribus, genres et espèces
Selon NCBI (15 juin 2016) :
- tribu Atractocarpeae
  - genre Puelia
    - Puelia ciliata
    - Puelia olyriformis
    - Puelia schumanniana
- tribu Guaduelleae
  - genre Guaduella
    - Guaduella densiflora
    - Guaduella foliosa
    - Guaduella marantifolia